# Puchar Interkontynentalny w Lekkoatletyce 2010 – rzut oszczepem mężczyzn
Rzut oszczepem mężczyzn – jedna z konkurencji rozegranych podczas pucharu interkontynentalnego w Splicie. Oszczepnicy rywalizowały 5 września – drugiego dnia zawodów. Najlepszym miotaczem okazał się aktualny mistrz Europy Andreas Thorkildsen, który wynikiem 89,26 uzyskanym w ostatniej próbie ustanowił nowy rekord pucharu interkontynentalnego.

## Rezultaty
| WR - rekord świata \| CR - rekord imprezy \| NR - rekord kraju \| AR - rekord kontynentu                       |
| SB - najlepszy wynik w sezonie \| WL - najlepszy tegoroczny wynik na listach światowych \| PB - rekord życiowy |

| Poz. | Zawodnik                  | Reprezentacja  | #1    | #2    | #3    | #4    | Rezultat |
| ---- | ------------------------- | -------------- | ----- | ----- | ----- | ----- | -------- |
| 1.   | Andreas Thorkildsen       | Europa         | 78.94 | 84.81 | 84.06 | 89.26 | 89.26 CR |
| 2.   | Gerhardus Pienaar         | Afryka         | 76.93 | x     | 78.00 | 83.17 | 83.17    |
| 3.   | Matthias de Zordo         | Europa         | 80.00 | 81.93 | x     | 82.89 | 82.89    |
| 4.   | Jarrod Bannister          | Azja i Oceania | 78.86 | 78.85 | 79.18 | 79.99 | 79.99    |
| 5.   | Stuart Farquhar           | Azja i Oceania | 77.58 | 78.29 | -     | -     | 78.29    |
| 6.   | Ihab Al Sayed Abdelrahman | Afryka         | 72.14 | 74.11 | x     | x     | 74.11    |
| 7.   | Arley Ibargüen            | Ameryka        | x     | 73.73 | x     | x     | 73.73    |
| 8.   | Mike Hazle                | Ameryka        | 69.99 | x     | 70.71 | 73.18 | 73,18    |